# Кристина Топалова
Кристина Асенова Топалова е българска актриса и певица, известна с участието си в единадесетия сезон на музикалното риалити „Гласът на България“.

## Биография
Топалова е родена на 3 февруари 1994 г. в град Кърджали, Република България. През 2018 г. завършва НАТФИЗ „Кръстю Сарафов“ със специалност „Актьорско майсторство за куклен театър“ в класа на проф. Румен Рачев, а през ноември 2024 г. завършва магистратура в Националната музикална академия „Панчо Владигеров“ със специалност Поп и джаз пеене.
На 5 септември 2018 г. играе е моноспектакъла „Сексът - начин на употреба“ на режисьора Николай Волев.
През септември 2024 г. става популярна с участието си в единадесетия сезон на музикалното риалити „Гласът на България“ по bTV, където влиза в отбора на Дара. Тя изпълнява песните „It Is Oh So Quiet“ и „Онзи“.

### Кариера на озвучаваща актриса
Топалова се занимава с дублаж на филми и сериали през 2018 г. Първият филм е „Лешникотрошачката и четирите кралства“ в Доли Медия Студио. От 2021 г. активно дублира за студио „Про Филмс“.

## Филмография
- „Smart Коледа“ (2018)
- „София вкъщи“ (2023) – Лили

### Роли в дублажа
1. „Барбароните“ – Барбалала, 2024
2. „Горските мечоци: Пазителите“ – Други гласове, 2024
3. „Камък, ножица, хартия“ – Ейда Ловлейс, 2024
4. „Лешникотрошачката и четирите кралства“ – Други гласове, 2018
5. „Моето шантаво семейство“ – Бети Флууд, 2024
6. „Монстър Хай: Филмът“ – Клео, 2023
7. „Монстър Хай 2“ – Клео, 2024
8. „Рагтайм“ – Кади Уърт, 2019
9. „Училището на магическите животни 2“ – Анна-Лена, 2024

## Награди
- 2018 – награда за поддържаща роля от 14-ото издание на зимния театрален фестивал „Сцена, палитра, слово“ в град Пловдив за ролята на Люся от спектакъла „Женска логика“ на Драматично-кукления театър „Константин Величков“, град Пазарджик на режисьора Владимир Петков[2]